# 809
809 (DCCCIX) fue un año común comenzado en lunes del calendario juliano, en vigor en aquella fecha.

## Acontecimientos
- El comercio Veneciano, Bizantino y Carolino crece y las fronteras Carolingias en España e Italia se abren tras un largo bloqueo.
- Aznar Galindo se convierte en el primer conde de Aragón nacido en Aragón.
- El Emperador Saga sucede a su hermano mayor, el Emperador Heizei, en Japón.

## Fallecimientos
- Harún al-Rashid, califa inmortalizado en Las mil y una noches junto a su mujer Zobeida.
- Aureolo, primer conde de Aragón.